# 베르타어
베르타어(Berta)는 수단과 에티오피아에 거주하는 베르타족이 사용하는 언어이다. 크게 게베토어(Gebeto, 협의의 베르타어), 파다시어(Fadashi), 운두어(Undu)라는 3개 방언으로 나뉘는데 종종 별개의 언어들로도 간주된다. 협의의 베르타어는 다시 Bake, Dabuso, Gebeto, Mayu, Shuru 방언으로 나뉜다.